# Oropetium
Oropetium  es un género de plantas herbáceas,  perteneciente a la familia de las poáceas. Es originario del África tropical.
Algunos autores lo incluyen en el género Tripogon.

## Especies
| - Oropetium africanum - Oropetium aristatum - Oropetium capense - Oropetium ennedicum - Oropetium erythraeum - Oropetium hesperidum | - Oropetium lepturoides - Oropetium majusculum - Oropetium minimum - Oropetium roxburghianum - Oropetium thomaeum - Oropetium tibesticum - Oropetium villosulum |